# Hospital San Camilo
El Hospital San Camilo es un recinto hospitalario público de alta complejidad perteneciente al Servicio de Salud Aconcagua, ubicado en la ciudad de San Felipe, Chile.

## Historia
El 23 de octubre de 1842 se colocó la primera piedra del hospital, en un terreno de 6 hectáreas que llegaba hasta el margen del río Aconcagua. En 1935 comenzó la construcción de un nuevo edificio que fue puesto en funcionamiento en 1937. Esta construcción se mantuvo hasta que colapsó definitivamente con el terremoto de 1971, por lo que se inició la búsqueda de un nuevo terreno para el hospital.
En 1973 comenzaron las obras en el nuevo emplazamiento, pero su construcción quedó paralizada hasta septiembre de 1991, fecha en que se destinaron los fondos necesarios para el término del hospital, que se inauguró definitivamente en enero de 1992.